# カリメーラ
カリメーラ（イタリア語: Calimera、ギリシア語、グレコ語 では、「おはよう」の意）は、イタリア共和国プッリャ州レッチェ県にある、人口約6,900人の基礎自治体（コムーネ）。
住民の多くが、古代ギリシア人としてこの地に移ってきた人たちの子孫で、グレコ語を話す。以前は、グレコ語は貧しい人たちの言葉として敬遠されたこともあるが、近年はかなり話されるようになった。道路標識等は、イタリア語とギリシア語の並列表記になっている。

## 地理

### 位置・広がり

#### 隣接コムーネ
隣接するコムーネは以下の通り。
- カプラーリカ・ディ・レッチェ
- カルピニャーノ・サレンティーノ
- カストリ・ディ・レッチェ
- マルターノ
- マルティニャーノ
- メレンドゥーニョ
- ヴェルノレ
- ツォッリーノ